# Червеникава манатарка
Червеникавата манатарка (Hortiboletus rubellus) е вид ядлива базидиева гъба от род Hortiboletus.

## Описание
Шапката е сравнително дребна, достигаща до 6 cm в диаметър, на цвят е обагрена в различни нюанси в червеното – от розово през вишневочервено и виненочервено до червеникаво-кафяво. Повърхността ѝ е суха, покрита фина плъст, но след като съзрее се оголва и се напуква, а в цепнатините се вижда жълто месо. Пънчето е цилиндрично, понякога слабо бухалковидно или вретеновидно, на цвят в горната част е жълто, надолу червеновлакнесто или на червени точки върху жълта основа. При нараняване посинява. Месото е меко, жълто на цвят, под кожицата на шапката е леко червеникаво, а в основата на пънчето има дребни оранжево-червени точки. На вкус е леко кисело и няма характерен мирис. Има приемливи вкусови качества.

## Местообитание
Среща се сравнително рядко през юни – октомври в широколистни и смесени гори. Обикновено расте поединично.